# 持沒藥者主教座堂
持沒藥者主教座堂（俄语：Кафедральный Собор Святых Жён-Мироносиц）是阿塞拜疆首都巴庫一座東正教大教堂，建於使徒巴爾多祿茂的聖龕之上。
1909年由私人捐款興建而成。1920年因蘇維埃化而關閉，先後做過倉庫和體育館。1990年黑色一月事件中被蘇聯導彈擊中，損毀嚴重。1991年發還俄羅斯正教會。2000年修繕完畢。2001年5月27日獲莫斯科大牧首阿列克謝二世升為大教堂。